# Благодарненский уезд
Благодарненский (Благодаринский) уезд — административная единица Ставропольской губернии, существовавшая в 1900—1924 годах. 
Административный центр — село Благодарное.

## История
Уезд образован в восточной части губернии из части Новогригорьевского уезда и части территории Александровского уезда в 1900 году. В 1924 году уезд был упразднён, его территория вошла в состав Ставропольского округа Юго-Восточной области.

## Население
На 1909 год в уезде 130 105 мужчин и 126 019 женщин.

## Административное устройство

### На 1905 год
Делился на четыре стана:
- 1-й стан (сел. Дивное). Волости: Рагулинская с хуторами Лещева и Кольцова, Воздвиженская, Митрофановская, Вознесенская, Дивненская с хуторами, Дербетовская с хуторами, Виноделинская с хуторами, Лиманская, Предтеченская и казенные и частновладельческие участки
- 2-й стан (сел. Большая Джалга). Волости: Кистинская, Киевская, Малоджалгинская, Яшалтинская, Бурукшунская и Кевсалинская
- 3-й стан (сел. Петровское). Волости: Николинобалковская с хуторами, Малоягурская, Камбулатская, Казгулакская, Овощинская, Петровская с хуторами, Донско-балковская с хуторами, Сухобуйволинская, Ореховская, Высоцкая с отсёлком Просянским и Медведская
- 4-й стан (сел. Сотниковское). Волости: Шишкинская, Александрийская, Елисаветинская, Благодаринская, Бурлацкая, Спасская, Сотниковская, Довсунская (с посёлком Звенигородским и землевладельческими участками) и Арзгирская

### На 1909 год
- село Александрийское: зимовки и кочевки — русло Грязнушки, хутора Алтухов, Ахрамешкин, Барских, Варенниковых, Гоков, Гребенников, Ераскин, Колантаевских, Кучменко, Лендарев, Миловановых, Просняков, Селище, Сопрыкин, Шатово, Щеглов, Ясиновый
- село Алексеевское: вальцовая мельница Калинина Е. Я., ветряные мельницы Лебедева В. И., Логвинова И. Г.
- село Арзгир
- село Благодарное: известко-обжиг. завод Божкова Сем., кирпичный завод Богданова Акима, хутора Горбунова, Капсура (Ефимов), Немова, Рыльцева, Шагунова (Скорняков)
- село Большеджалгинское (Большая Джалга)
- село Бурлацкое: кочевка Хвостина, хутор Борового
- село Бурукшунское (Гашун), хутора Алейникова Гавриила, Ковалева Максима, Ковтуна Емельяна, Колесникова Константина, Романовского Харитона, экономии, Кириленко Леона, Кириленко Петра, Кириленко Терентия, Панасенко Архипа, Панасенко Феофил., Переверзева Алексея 2-го, Переверзева Вас. Переверзева Григория, вдовы Переверзевой Анны, Таранухина Дениса, Таранухина Ивана, Таранухина Козьмы, Таранухина Сидора, Ярмизина Прок.
- село Винодельное (Чемрек), женский монастырь, хутора Кочерживского, Полтавский
- село Воздвиженское
- село Вознесенское, посёлки Ореховский, Черниговский, хутора Гассана Петра (аренд. на казенном уч.), Година Гавр., Жмаева Сидора, Калмыкова Михаила 1-го ], Калмыкова Михаила 2-го, уч. Ежовской, Медведева Леонтия, Переверзева Ал., Пригорелова Мих., Самойленко (аренд. Динником), экономии, Иванова Ивана, Переверзева Николая, Харитонова Ивана, Харитонова Мих.
- село Высоцкое, отс. Просянский, хутора Амиров, Бондаренко, Гревцев — Баев, Красенский, Крутинский, ПолитовУгольный, Цукуров, Щелкунов
- село Дербетовское, хутора Дундуково-Джалгинский, Василенко Емельяна (Шпичка), Подольского Никиты Никан., Чубенко Кузьмы
- село Дивное (Гордачи), хутора Ближний Калаусский, Дальний Калаусский, Горькие Маки, Маки, Медведева и Гридина, Попова и Жолобова
- село Довсунское, три экономии Харитонова Федота Сем.
- село Донско-Балковское (Донская Балка), зимовники при Камышев. оз., хутора Бурцевский, Грачевский, Лушникова, Соленое озеро, Толстый Курган
- село Елизаветинское, мельница Тимирева
- село Казгулак, мельницы, Белякова Григор., Чернигова Зинов.
- село Камбулат, водяные мельницы, Журавлева, Кудякова
- село Кевсалинское
- село Киевское
- село Кистинское
- село Лиманское
- село Малоджалгинское (Малая Джалга)
- село Малые Ягуры
- село Медведское, хутора Катеневых, Монаенко и Смольянинов, Пальцевы и Григорьевы, Смольянинов, Харичкиных
- село Мирное, посёлки Русский, Троицкий
- село Митрофановское
- село Николина Балка, хутора Фоменко, Шумайка
- село Овощи (Учи), паровая мельница Жабина
- село Ореховское, хутора Долгий, Зиновьева Василия, вдовы Зиновьевой Праск., Зиновьевых Ив. и Федора, Казинский
- село Петровское, хутора Бузиновский, Ейский, Кобылячий, Кучинский, Соленое Озеро, Сторчаков, Тонконогов, Швыдин
- село Предтеченское
- село Рагули, паровая мельница Жабина, хутораЕфременко Семена, Кольцова Петра, Темирева
- село Серафимовское
- село Сотниковское, пос. Звенигородский, хутора Петрова, Правоторова, Сунева, Хмырова
- село Спасское, хутора Иванова (Федчихин), Ивановых
- село Сухая Буйвола, зимовка Шуленина, хутора Заикина, Камбулат (зимовка), Белоусова и Попова, Толмачева Григория
- село Шишкинское, мельница Киричковых, хутора Бондаренко, Киричкова, Темерева
- село Яшалта

### В 1913 году
В состав уезда входило 36 волостей и 4 волости трухменского приставства:
| - Александрийская — с. Александрийское, - Арзгирская — с. Арзгирское, - Благодарненская — с. Благодарное, - Больше-Джалгинская — с. Большая Джалга, - Бурлацкая — с. Бурлацкое, - Бурукшунская — с. Бурукшунское, - Винодельненская — с. Винодельненская, - Воздвиженская — с. Воздвиженское, - Вознесенская — с. Вознесенское, | - Высоцкая — с. Высоцкое, - Дербетовская — с. Дербетовское, - Дивненская — с. Дивное, - Довсунская — с. Довсунское, - Донско-Балковская — с. Донская Балка, - Елизаветинская — с. Елизаветинское, - Казгулакская — с. Казгулак, - Камбулатская — с. Камбулат, - Кевсалинская — с. Кевсалинское, | - Киевская — с. Киевское, - Кистинская — с. Кистинское, - Лиманская — с. Лиманское, - Мало-Джалгинская — с. Малая Джалга, - Мало-Ягурская — с. Малые Ягуры, - Медведская — с. Медведское, - Митрофановская — с. Митрофановское, - Николинобалковская — с. Николинобалковское, - Овощиская — с. Овощинское, | - Ореховская — с. Ореховское, - Петровская — с. Петровское, - Предтеченская — с. Предтеченское, - Рагулинская — с. Рагули, - Сотниковская — с. Сотниковское, - Спасская — с. Спасское, - Сухо-Буйволаская — с. Сухая Буйвола, - Шишкинская — с. Шишкинское, - Яшалтинская — с. Яшалтинское. |

Трухменское приставство:
- Алексеевская — с. Алексеевское,
- Мирненская — с. Мирное,
- Серафимовская — с. Серафимовское,
- Летняя Ставка Трухменского Приставства.

### Список населенных мест по данным переписи 1916—1917 годов
- Александрия вол. сел.:пос. Барский, хутора Алтухов и Варенников
- Алексеевское вол. сел.
- Арзгир вол. сел.
- Благодарное вол. сел.: хут. Горбунова
- Большая Джалга вол. сел.
- Бурлацкое вол. сел.
- Бурукшунское вол. сел.
- Винодельное вол. сел.: поселки Кочержинский и Полтавский
- Воздвиженское вол. сел.
- Вознесенское вол. сел.
- Высоцкое вол. сел.: пос. Просянский
- Дербетовка вол. сел.: хут. Дундукова-Джалгинь
- Дивное вол. сел.: хут. Маки
- Довсунское вол. сел.
- Донско-Балковское
- Елизаветинское вол. сел.
- Казгулакское вол. сел.
- Камбулатское вол. сел.
- Кевсала вол. сел.
- Кистинское вол. сел.
- Киевское вол. сел.
- Лиманское вол. сел.: кол. Ярмизина
- Малоджалгинское вол. сел.
- Малоягурское вол. сел.
- Медведское вол. сел.
- Мирное вол. сел.: пос. Русский и Троицкий
- Митрофановское вол. сел.
- Николино-Балковское вол. сел.: хутора Фоменко и Шумайка
- Овощи вол. сел.
- Ореховское вол. сел.: хутора, Долгих, Казинский
- Петровское вол. сел.: пос. Ейский, хутора Бузиновский, Солёное Озеро, Сторчаков
- Предтеченское вол. сел.
- Рагули вол. сел.
- Серафимское вол. сел.
- Сотниковское вол. сел.: пос. Звенигородский
- Спасское вол. сел.
- Сухо-Буйволинское вол. сел.: хутора Камбулат (зимовка), Шулепина
- Швединское вол. сел.
- Шишкинское вол. сел.
- Яшалтинское вол. сел

### В 1920 году
| №№        | Волость (город)    | Населенные пункты, входящие в состав волостей         | Количество населения по переписи 1920 года | Площадь земли (дес.) |
| --------- | ------------------ | ----------------------------------------------------- | ------------------------------------------ | -------------------- |
| 1         | Алексеевская       | сел. Алексеевское                                     | 2996                                       | 24 954,56            |
| 2         | Больше-Джалгинская | сел. Большая Джалга                                   | 12 078                                     | 33 352,12            |
| 3         | Арзгирская         | сел. Арзгирское                                       | 15 769                                     | 42 985,00            |
| 4         | Благодарненская    | сел. Благодарное                                      | 12 188                                     | 46 199,00            |
| 5         | Бурлацкая          | сел. Бурлацкое                                        | 3771                                       | 12 379,72            |
| 6         | Бурукшунская       | сел. Бурукшун                                         | 3233                                       | 17 000,00            |
| 7         | Винодельненская    | сел. Винодельное хут. Кочержин                        | 8705                                       | 28 013,25            |
| 8         | Воздвиженская      | сел. Воздвиженское                                    | 3954                                       | 13 289,10            |
| 9         | Вознесенская       | сел. Вознесенское пос. Ореховский хут. Медведев       | 7462                                       | 35 659,81            |
| 10        | Высоцкая           | сел. Высоцкое пос. Просянский                         | 7675                                       | 31 164,95            |
| 11        | Дербетовская       | сел. Дербетовское хут. Дундо-Джалга                   | 7461                                       | 31 393,00            |
| 12        | Дивненская         | сел. Дивное хут. Маки                                 | 7683                                       | 65 735,28            |
| 13        | Довсунская         | сел. Довсунское                                       | 3437                                       | 21 445,99            |
| 14        | Донско-Балковская  | сел. Донская Балка хут. Бурцевский хут. Соленое Озеро | 6260                                       | 25 139,00            |
| 15        | Елизаветинская     | сел. Елизаветинское                                   | 3982                                       | 14 870,00            |
| 16        | Казгулакская       | сел. Казгулак                                         | 5648                                       | 18 678,60            |
| 17        | Камбулатская       | сел. Камбулат                                         | 4485                                       | 17 486,80            |
| 18        | Кевсалинская       | сел. Кевсалинское                                     | 8729                                       | 28 196,00            |
| 19        | Киевская           | сел. Киевское                                         | 6240                                       | 23 155,17            |
| 20        | Кистинская         | сел. Кистинское                                       | 7656                                       | 31 584,07            |
| 21        | Лиманская          | сел. Лиманское                                        | 4017                                       | 24 824,18            |
| 22        | Малоджалгинская    | сел. Малая Джалга                                     | 7101                                       | 21 346               |
| 23        | Малоягурская       | сел. Малые Ягуры                                      | 4245                                       | 9737                 |
| 24        | Медведская         | сел. Медведское                                       | 5711                                       | 20 857               |
| 25        | Мирненская         | сел. Мирное пос. Русский пос. Троицкий                | 3885                                       | 1254 088             |
| 26        | Митрофановская     | сел. Митрофановское                                   | 3695                                       | 15 527,8             |
| 27        | НиколиноБалковская | сел. НиколиноБалковское хут. Фоменко хут. Шумайка     | 4320                                       | 12 520,11            |
| 28        | Овощинская         | сел. Овощи                                            | 6003                                       | 19 307               |
| 29        | Ореховская         | сел. Ореховское                                       | 3869                                       | 10 526               |
| 30        | Перовская          | сел. Петровское хут. Ейский хут. Шведин               | 17 318                                     | 44 328,46            |
| 31        | Предеченская       | сел. Предтеченское                                    | 5817                                       | 20 240               |
| 32        | Рагулинская        | сел. Рагули                                           | 2933                                       | 32 315               |
| 33        | Серафимовская      | сел. Серафимовское                                    | 6591                                       | 22 065,36            |
| 34        | Сотниковская       | сел. Сотниковское пос. Звенигородский                 | 8681                                       | 41 135,03            |
| 35        | Спасская           | сел. Спасское                                         | 4893                                       | 17 504,00            |
| 36        | СухоБуйволинская   | сел. Сухая Буйвола                                    | 5629                                       | 20 356,60            |
| 37        | Шишкинская         | сел. Шишкинское                                       | 1555                                       | 5968,50              |
| 38        | Яшалтинская        | сел. Яшалта                                           | 3961                                       | 2000                 |
| 38.000001 | Итого:             |                                                       | 256 427                                    | 952 375,11           |